# Frontière entre l'Irak et la Syrie

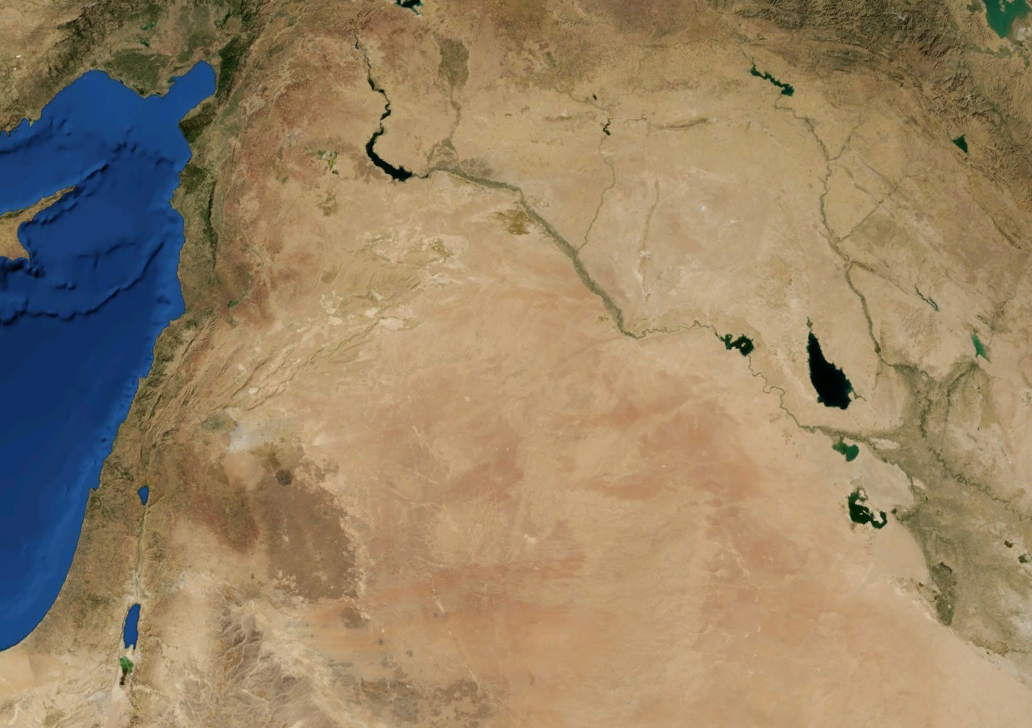
La Haute Mésopotamie et le désert syrien, image satellitaire de la NASA, 2008.

La frontière entre l'Irak et la Syrie est la frontière séparant l'Irak et la Syrie. Longue de 605 km, elle coupe la vallée de l'Euphrate et s'étend au sud à travers le désert syrien.

Carte du Moyen-Orient actuel

Pendant la Première Guerre mondiale, les accords Sykes-Picot de 1916 prévoient le partage du Moyen-Orient ottoman entre la France et le Royaume-Uni. Après la guerre, en 1923, un arbitrage de la Société des Nations fixe la frontière entre le mandat français en Syrie et au Liban et le mandat britannique en Mésopotamie (plus tard royaume d'Irak). Les Français obtiennent à peu près le sandjak de Zor (Deir ez-Zor) et les Britanniques le vilayet de Bagdad et celui de Mossoul ; la zone sous administration française s'étend jusqu'au fleuve Tigre par le saillant dit du « bec de canard ». La même année, le traité de Lausanne fixe la frontière sud de la Turquie, marquant la limite entre celle-ci et les deux territoires sous mandat. L'oléoduc de Mossoul à Haïfa, construit par les Britanniques en 1934, passe du côté irakien de la frontière en direction de la Jordanie, une branche traversant la frontière irako-syrienne en direction du port libanais de Tripoli.
Le peuplement est en majorité kurde le long de la frontière turque, arabe plus au sud. Jusqu'aux années 1940, les nomades Chammar traversaient chaque année la frontière avec leurs troupeaux.
Depuis l'indépendance des deux États, les relations entre l'Irak et la Syrie (en) sont marquées par des phases de tension, notamment à partir de 1982 où le soutien syrien à l'Iran pendant la guerre Iran-Irak entraîne la fermeture de la frontière et de l'oléoduc de Kirkouk à Baniyas. Les relations entre les deux pays s'améliorent entre 1997 et 2003 et les échanges syro-irakiens permettent à l'Irak de Saddam Hussein de contourner l'embargo international. Après l'invasion américaine de l'Irak en 2003, des groupes armés venus de Syrie traversent la frontière pour mener une guérilla contre les troupes américaines ; ces passages reprennent à partir de 2012 pendant la seconde guerre civile irakienne. Les déplacements de réfugiés et de commerçants sont continuels entre les deux pays, le visa n'étant pas nécessaire jusqu'en 2007. La guerre civile syrienne, à partir de 2011, entraîne une nouvelle fermeture des échanges.
Pendant l'été 2014, les djihadistes de l'État islamique occupent les deux côtés de la frontière et proclament la « fin de Sykes-Picot », instaurant de facto une « province de l'Euphrate » qui dure jusqu'à la reprise d'Al-Qaïm par les forces gouvernementales irakiennes et de Boukamal par les forces syriennes en novembre 2017.
De 2011 à 2017, entre 5 000 et 6 000 Européens dont 1 500 Français avaient rejoint les groupes djihadistes le long de la frontière irako-syrienne et se trouvent piégés après la défaite de l'État islamique. Ils font l'objet d'un contentieux diplomatique entre les pays concernés.
En 2018, les autorités irakiennes décident d'ériger un mur de fil de fer barbelé destiné à stopper l'infiltration de terroristes islamistes, de trafiquant d’armes et de bétail, ainsi que des contrebandiers (notamment de cigarettes). Des caméras thermiques ont été installées tout le long de clôture de sécurité. En outre, des tours de surveillances ont été mises en place et des patrouilles, déployées le long de cette frontière. Le dispositif doit s'étendre à terme jusqu'à frontière avec la Jordanie. Près de 3,4 millions de dollars sont nécessaires pour clore ce chantier.
Le 30 septembre 2019, les autorités irakiennes et syriennes annoncent la réouverture du point de passage transfrontalier entre Al-Qaïm et Boukamal, pour la première fois depuis 2014. Le 27 janvier 2022, l'Irak envisage d’ériger un mur en béton à sa frontière avec la Syrie afin d’améliorer la sécurité dans la région.

La frontière depuis le début du XXe siècle
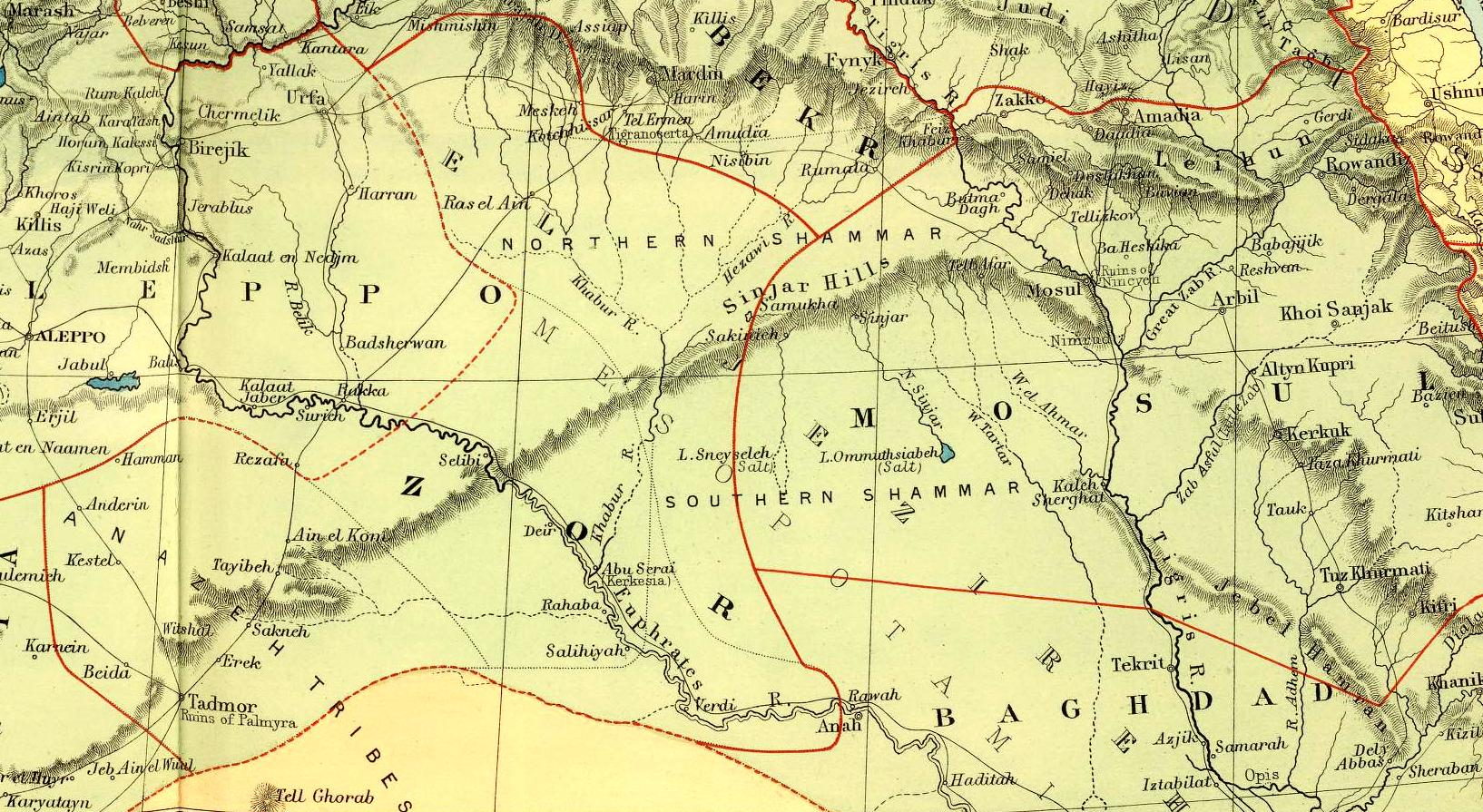
Le sandjak de Zor et les confins syro-irakiens sous l'Empire ottoman en 1901
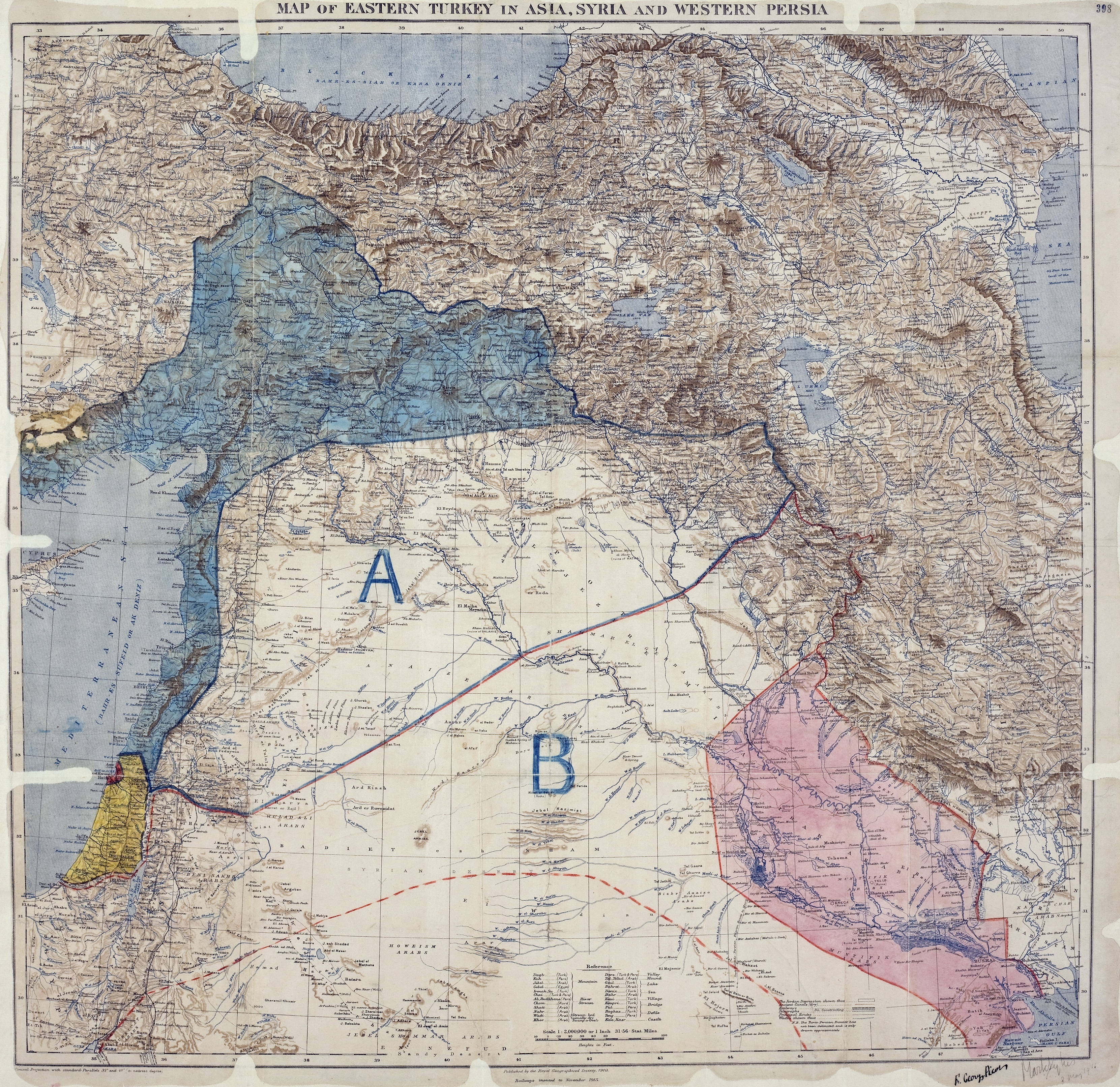
Carte des Accords Sykes-Picot de 1916 montrant les zones d'influence convenues entre la France et le Royaume-Uni
Frontière entre les mandats français et britannique en 1941
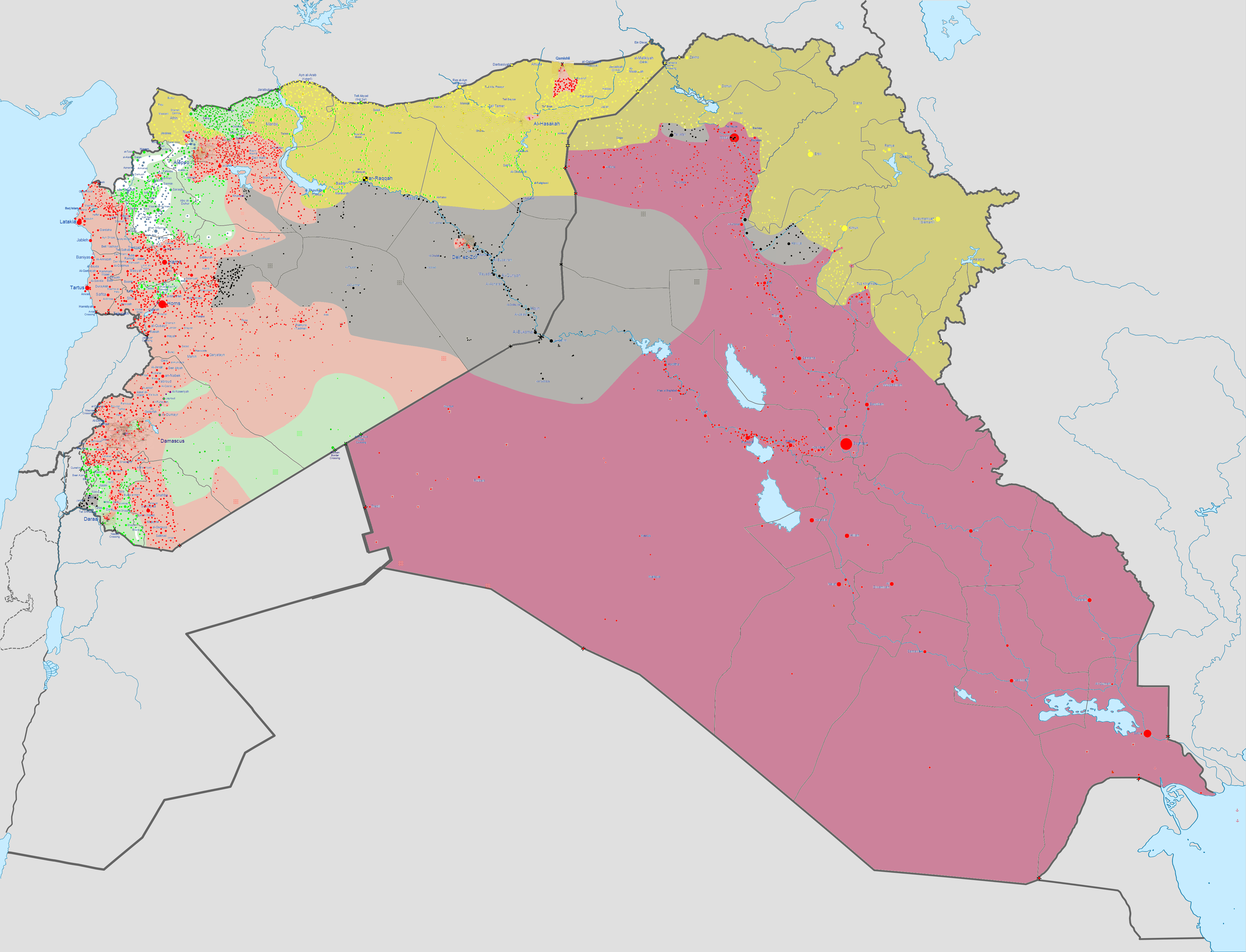
Guerre civile en Irak et Syrie : zones conquises par l'État islamique (en gris) et les YPG kurdes (en vert pâle) en juin 2014